# 萨兰斯克
萨兰斯克（羅馬化：Saransk）是俄羅斯莫爾多維亞共和國首府，2002年人口304,866人。

## 人口
薩蘭斯克人口大多數是俄羅斯族，約佔85%，俄語也是該市的共同溝通語言。自從蘇聯解體後，薩蘭斯克人口逐漸減少，主要原因是一些人出於經濟因素遷往其它更大城市。

## 友好城市
- 保加利亚索菲亞州博泰夫格勒
- 波蘭盧布斯卡省大波蘭地區戈茹夫
- 波蘭罗兹省謝拉茲